# UK Albums Chart
A brit albumlista (angolul UK Albums Chart) az albumok eladási példányszám szerinti rangsora az Egyesült Királyságban. A rangsort The Official UK Charts Company (OCC) állítja össze hetente. Az első 75 helyezettet a Music Week magazin, az első százat az OCC honlap közli, míg a teljes listát jelentő első 200 helyezettet kizárólag a ChartsPlus hírlevélben közlik.
Ahhoz, hogy egy kiadvány felkerülhessen erre, meghatározott feltételeknek kell eleget tennie: legalább négy dalt kell tartalmaznia, vagy 20 perc hosszúságúnak kell lennie, és nem lehet akciós árú album (ez jelenleg az 50 penny és 4,24 font közötti árú albumokat jelenti). Továbbá a különböző előadótól származó válogatásalbumok sem kerülhetnek fel rá, ezeket 1989 januárja óta egy külön lista összegzi. A szabályok részletei a társaság szabályzatában olvashatók.
Bár egy album a sikeressége esetén nagyobb hasznot hoz egy kislemeznél, az albumlista mégis kisebb figyelmet kap a brit kislemezlistánál, mivel az albumok esetében jobban számít az, hogy hosszú távon mennyit értékesítenek belőle, mint hogy heti összegzésben hányadik legkelendőbb lemez lett. Az utóbbi években sokan aggódtak, félve, hogy az MP3 lejátszók és internetes letöltések népszerűségének előretörésével a lemezeladások visszaesnek, valójában a fizikai album még mindig nagyobb keresletnek örvend. 
A lista kihirdetésére az évek során a hét több napját is használták: az 1970-es évektől az aktuális listát a BBC Radio 1 műsorán ismertették csütörtök 12:45-kor, később átmozgatták szerda este 6 órára. 1987 októberében hétfő ebédidőre került. A jelenleg is érvényes rend, hogy a listát vasárnap este 16:00 és 19:00 óra között hozzák nyilvánosságra, 1993-tól működik.

## Rekordok
- 2005-ben számított statisztikák szerint a Queen együttes albumai töltötték el a legtöbb időt a listán, utánuk következik a The Beatles, Elvis Presley és a U2.
- A legtöbb listavezető időt a Beatles albumai töltötték.[2]
- A legtöbb időt Top 10 helyezésben Elvis Presley albumai töltötték.
- A legfiatalabb előadó, akinek listavezető album lett, a skót Neil Reid volt. Oppurtunity Knocks című albuma 1972-ben került fel a listára, ekkor 12 éves és 9 hónapos volt. A legfiatalabb lány Avril Lavigne volt, 2003-as Let Go albuma felkerülésekor 17 éves és 3 hónapos volt.[3]
- A legtöbb időt a Fleetwood Mac Rumours című albuma töltötte a listán, a második helyen Meat Loaf Bat Out of Hell, a harmadik helyen a Queen Greatest Hits albuma szerepel.
- A leggyorsabban fogyó album az Oasis Be Here Now-ja volt, amely egy hét alatt majd egymillió példányban kelt el.